# Mikko Lehtonen (1994)
Mikko Lehtonen (* 16. ledna 1994, Turku) je finský lední hokejista, obránce. S finskou reprezentací vyhrál mistrovství světa 2019 a 2022, zlatou medaili má i z olympijských her 2022. Zlato má i z mistrovství světa juniorů 2014. Hrál i na MS 2017 a OH 2018. Na MS 2022 byl vyhlášen nejlepším obráncem. V roce 2017 se stal s HV71 mistrem Švédska. Finskou nejvyšší soutěž hrál v klubech TPS, KooKoo a Tappara. KHL hrál za Jokerit Helsinky a SKA Petrohrad. Jednu sezónu strávil v NHL, v dresu Toronto Maple Leafs a Columbus Blue Jackets. V současnosti působí v klubu ZSC Lions ve švýcarské nejvyšší soutěži.